# Maxine Jennings
Pour les articles homonymes, voir Jennings.
Maxine Bliss Jennings, née le 8 mars 1909 à Portland et morte le 11 janvier 1991,, à Riverside, est une actrice américaine.

## Biographie
Elle naît et grandit à Portland. Pendant ses études à l'université de l'Oregon, elle remporte huit championnats de natation. Le 31 juillet 1926, à 17 ans, elle remporte le concours de beauté Miss Portland, qui lui permet de participer au concours Miss America.
À Paris, elle est mannequin pour les vêtements féminins conçus par Jean Patou et fait la couverture de magazines. Elle chante à la radio et est le premier modèle à poser pour la marque de cigarettes Old Gold (en). Sur scène, on la voit dans Show Boat, Vanities de Earl Carroll (en) et Ziegfeld Follies.
En 1936, elle épouse le producteur de dessins animés Rudolf Ising à Las Vegas, au Nevada. Elle se remarie avec le producteur de radio Ed Byron (en) en 1940, puis avec Philip Leverett Saltonstall en 1946 avec qui elle a une fille ; ils divorcent en 1947.

## Filmographie partielle
- 1935 : Roberta
- 1935 : Old Man Rhythm
- 1936 : Walking on Air (en)
- 1936 : The Witness Chair (en)
- 1936 : The Last Outlaw (en)
- 1936 : The Farmer in the Dell (en)
- 1936 : L'Homme nu (Love on a Bet) de Leigh Jason
- 1936 : Muss 'Em Up (en)
- 1936 : Make Way for a Lady (en)
- 1936 : En suivant la flotte
- 1936 : Don't Turn 'em Loose
- 1937 : You Can't Buy Luck (en)
- 1937 : We're on the Jury (en)
- 1937 : There Goes My Girl (en)
- 1937 : The Big Shot (en)
- 1937 : On Again-Off Again
- 1938 : Mr. Wong, Detective
- 1946 : G.I. War Brides (en)